# دين بروكس
دين بروكس (بالإنجليزية: Dean Brooks)‏ هو طبيب وطبيب عسكري وممثل أمريكي، ولد في 26 يوليو 1916 في الولايات المتحدة، وتوفي بنفس المكان في 30 مايو 2013.

## أعمال

### أفلام
- (1975) أحدهم طار فوق عش الوقواق[3]

## وصلات خارجية
- دين بروكس على موقع IMDb (الإنجليزية)
- دين بروكس على موقع قاعدة بيانات الفيلم (الإنجليزية)